# Pune Challenger 2025 - Doppio
Il doppio del torneo di tennis professionistico Pune Challenger 2025, facente parte della categoria Challenger 100 nell'ambito dell'ATP Challenger Tour 2025, si è giocato dal 17 al 23 febbraio a Pune, in India. Tristan Schoolkate e Adam Walton erano i detentori del titolo ma solo Schoolkate aveva scelto di partecipare in coppia con Blake Ellis.
In finale Jeevan Nedunchezhiyan e Vijay Sundar Prashanth hanno sconfitto Blake Bayldon e Matthew Romios con il punteggio di 3–6, 6–3, [10–0].

## Teste di serie
1. Jeevan Nedunchezhiyan /  Vijay Sundar Prashanth (campioni)
2. Blake Bayldon /  Matthew Romios (finale)

1. Anirudh Chandrasekar /  Ray Ho (primo turno)
2. Blake Ellis /  Tristan Schoolkate (quarti di finale)

## Wildcard
1. Siddhant Banthia /  Parikshit Somani (primo turno)

1. Karan Singh /  Nitin Kumar Sinha (primo turno)

## Alternate
1. Petr Bar Biryukov /  Ilia Simakin (quarti di finale)

1. Enrico Dalla Valle /  Khumoyun Sultanov (quarti di finale)

## Tabellone

### Legenda
| - Q = Qualificato - WC = Wild card - LL = Lucky loser | - ALT = Alternate - SE = Special Exempt - PR = Protected Ranking | - w/o = Walkover - r = Ritirato - d = Squalificato |

|  | Primo turno | Primo turno                   | Primo turno                   | Primo turno | Primo turno |  |  | Quarti di finale | Quarti di finale              | Quarti di finale         | Quarti di finale            | Quarti di finale            |    |      | Semifinali | Semifinali                                   | Semifinali                    | Semifinali                   | Semifinali |   |     | Finale | Finale | Finale | Finale | Finale |  |
|  |             |                               |                               |             |             |  |  |                  |                               |                          |                             |                             |    |      |            |                                              |                               |                              |            |   |     |        |        |        |        |        |  |
|  | 1           | J Nedunchezhiyan VS Prashanth | J Nedunchezhiyan VS Prashanth | 6           | 79          |  |  |                  |                               |                          |                             |                             |    |      |            |                                              |                               |                              |            |   |     |        |        |        |        |        |  |
|  |             | A Holmgren E Møller           | A Holmgren E Møller           | 3           | 67          |  |  | 1                | J Nedunchezhiyan VS Prashanth | 6                        | 2                           | [12]                        |    |      |            |                                              |                               |                              |            |   |     |        |        |        |        |        |  |
|  |             | S Myneni R Ramanathan         | S Myneni R Ramanathan         | 6           | 6           |  |  |                  | S Myneni R Ramanathan         | 3                        | 6                           | [10]                        |    |      |            |                                              |                               |                              |            |   |     |        |        |        |        |        |  |
|  |             | M Geerts B Harris             | M Geerts B Harris             | 0           | 4           |  |  |                  |                               |                          |                             |                             |    |      | 1          | J Nedunchezhiyan VS Prashanth                | J Nedunchezhiyan VS Prashanth | 7                            | 6          |   |     |        |        |        |        |        |  |
|  | 4           | B Ellis T Schoolkate          | B Ellis T Schoolkate          | 6           | 6           |  |  |                  |                               |                          | N Kaliyanda Poonacha C Lock | N Kaliyanda Poonacha C Lock | 65 | 4    |            |                                              |                               |                              |            |   |     |        |        |        |        |        |  |
|  |             | J Ingildsen I Liutarevich     | J Ingildsen I Liutarevich     | 3           | 4           |  |  | 4                | B Ellis T Schoolkate          | 64                       | 7                           | [8]                         |    |      |            |                                              |                               |                              |            |   |     |        |        |        |        |        |  |
|  |             | A Galarneau K Stevenson       | A Galarneau K Stevenson       | 4           | 61          |  |  |                  | N Kaliyanda Poonacha C Lock   | 7                        | 64                          | [10]                        |    |      |            |                                              |                               |                              |            |   |     |        |        |        |        |        |  |
|  |             | N Kaliyanda Poonacha C Lock   | N Kaliyanda Poonacha C Lock   | 6           | 7           |  |  |                  |                               |                          |                             |                             |    |      | 1          | Jeevan Nedunchezhiyan Vijay Sundar Prashanth | 3                             | 6                            | [10]       |   |     |        |        |        |        |        |  |
|  |             | J Clarke J Rodionov           | 6                             | 5           | [12]        |  |  |                  |                               |                          |                             |                             |    |      |            |                                              | 2                             | Blake Bayldon Matthew Romios | 6          | 3 | [0] |        |        |        |        |        |  |
|  |             | E Couacaud R Noguchi          | 3                             | 7           | [10]        |  |  |                  | J Clarke J Rodionov           | J Clarke J Rodionov      | 7                           | 6                           |    |      |            |                                              |                               |                              |            |   |     |        |        |        |        |        |  |
|  | Alt         | P Bar Biryukov I Simakin      | 7                             | 65          | [10]        |  |  | Alt              | P Bar Biryukov I Simakin      | P Bar Biryukov I Simakin | 65                          | 3                           |    |      |            |                                              |                               |                              |            |   |     |        |        |        |        |        |  |
|  | 3           | A Chandrasekar R Ho           | 63                            | 7           | [4]         |  |  |                  |                               |                          |                             |                             |    |      |            | J Clarke J Rodionov                          | 3                             | 6                            | [5]        |   |     |        |        |        |        |        |  |
|  | WC          | K Singh NK Sinha              | K Singh NK Sinha              | 2           | 2           |  |  |                  |                               | 2                        | B Bayldon M Romios          | 6                           | 3  | [10] |            |                                              |                               |                              |            |   |     |        |        |        |        |        |  |
|  | Alt         | E Dalla Valle K Sultanov      | E Dalla Valle K Sultanov      | 6           | 6           |  |  | Alt              | E Dalla Valle K Sultanov      | 3                        | 6                           | [10]                        |    |      |            |                                              |                               |                              |            |   |     |        |        |        |        |        |  |
|  | WC          | S Banthia P Somani            | S Banthia P Somani            | 2           | 4           |  |  | 2                | B Bayldon M Romios            | 6                        | 4                           | [12]                        |    |      |            |                                              |                               |                              |            |   |     |        |        |        |        |        |  |
|  | 2           | B Bayldon M Romios            | B Bayldon M Romios            | 6           | 6           |  |  |                  |                               |                          |                             |                             |    |      |            |                                              |                               |                              |            |   |     |        |        |        |        |        |  |